# Uschakow-Insel
Die Uschakow-Insel (russisch Остров Ушакова / Ostrow Uschakowa) ist eine zu Russland gehörende, 324 km² große isolierte Insel im Nordpolarmeer. Sie liegt in der nördlichen Karasee auf halbem Wege zwischen Franz-Josef-Land im Westen und Sewernaja Semlja im Osten. Administrativ gehört sie zum Rajon Taimyrski (Dolgano-Nenezki) der Region Krasnojarsk. Die nächstgelegene Landmasse ist die einsame Wiese-Insel, 140 km weiter südlich.
Die Oberfläche der Uschakow-Insel wird vollständig von einer Eiskappe bedeckt, deren größte Höhe 294 m beträgt. Der darunterliegende Felsen ist flach und liegt teilweise unterhalb des Meeresspiegels. Den Rand des Eises bildet ein 20 bis 30 Meter hohes, steil ins Meer abfallendes Kliff. Zwischen 1950 und 2000 hat die Fläche der Eiskappe – und damit der Insel – um zwei Quadratkilometer ab-, das Volumen des Eises aber von 35 auf 38 Kubikkilometer zugenommen. Die durchschnittliche Eisdicke wuchs in dieser Zeit von 107 auf 118 Meter an.
Infolge ihrer extremen nördlichen Lage ist das die Uschakow-Insel umgebende Meer im Winter mit Packeis und auch während des kurzen Sommers mit Eisschollen bedeckt. Die jährliche Anzahl an Tagen mit einer positiven Lufttemperatur ist nicht höher als 30. Die mittlere jährliche Niederschlagsmenge beträgt 200 mm in 50 m Höhe und 350 bis 400 mm am höchsten Punkt der Eiskappe.

## Geschichte
Die Insel wurde erst 1935 entdeckt, als die wenigen restlichen unbekannten Bereiche der nördlichen Karasee durch eine Expedition unter der Leitung des sowjetischen Polarforschers, Kartografen und Ozeanologen Georgi Uschakow mit dem Eisbrecher Sadko erforscht wurden. Sie wurde nach Uschakow benannt. Von 1954 bis zum Ende der 1980er Jahre gab es auf der Uschakow-Insel eine Polarstation. Die erste Überwinterung auf der Insel wurde von 1954 bis 1955 durchgeführt. Im Jahr 2001 waren von der Station nur noch zwei Häuser zu sehen, die teilweise ins Eis eingesunken waren, eines bereits bis zum Dach.